# Таймазова, Мадина Андреевна
Мадина Андреевна Таймазова (род. 30 июня 1999, Сунжа, Северная Осетия) — российская дзюдоистка, чемпионка России среди кадетов, серебряный призёр летней Универсиады 2019 года в Неаполе, бронзовый призёр чемпионатов Европы 2020 года в Праге и 2021 года в Лиссабоне, бронзовый призёр чемпионатов мира 2019 и 2024 годов. Бронзовый призёр Олимпиады-2020 в Токио. Заслуженный мастер спорта России (2021).

## Биография
Родилась в селе Сунжа Северной Осетии 30 июля 1999 года в семье педагогов. Там же в 2016 году окончила с золотой медалью среднюю школу.
В 2016 году, сразу после окончания школы, поступила в Северо-Осетинский государственный университет имени К. Л. Хетагурова на отделение физической культуры и спорта и параллельно на юридический факультет.
Заниматься дзюдо начала в одиннадцать лет. Пришла в спорт под влиянием своего отца — тренера по вольной борьбе. Тренируется под руководством Гераса Джиоева. Выступает в весовой категории до 70 кг.

## Спортивные достижения
В 2015 году выиграла бронзу в категории до 70 кг на чемпионате мира среди кадетов (до 16 лет) в Сараево.
В 2017 году стала чемпионкой Европы среди юниоров на турнире в Мариборе, а также бронзовым призёром в командных соревнованиях. В составе юниорской сборной России выиграла также бронзу на чемпионате мира среди смешанных команд в 2017 году в Загребе.
В 2018 в составе сборной России завоевала золотую медаль на чемпионате Европы среди юниоров (до 21 года) в Софии.
В 2019 году завоевала серебряную медаль на чемпионате мира до 21 года в Марракеше, а также серебряную медаль на Летней Универсиаде 2019.
В 2020 завоевала бронзовую медаль на чемпионате Европы.
В 2021 году завоевала бронзовую медаль на чемпионате Европы и бронзовую медаль на Олимпийских играх в Токио. Также в 2021 году на турнирах Большого шлема завоевала золотую медаль в Казани и серебряную медаль в Тбилиси.
На Олимпийских играх в Токио поставила два подряд рекорда по продолжительности схватки. Сначала ей понадобилось 11 минут дополнительного времени, чтобы победить бразильянку Марию Портелу, а затем она за 32 секунды одолела Элисавет Тельциду.
Весной 2024 года на предолимпийском чемпионате мира, который состоялся в Объединённых Арабских Эмиратах, Мадина завоевала бронзовую медаль, в поединке за третье место она победила спортсменку из Греции Елизавет Телциду.

## Государственные награды, признание
- Орден Дружбы (6 сентября 2024 года) — за большой вклад в развитие и популяризацию дзюдо в Российской Федерации, активную общественную деятельность[20].
- Медаль ордена «За заслуги перед Отечеством» I степени (11 августа 2021 года) — за большой вклад в развитие отечественного спорта, высокие спортивные достижения, волю к победе, стойкость и целеустремленность, проявленные на Играх XXXII Олимпиады 2020 года в городе Токио (Япония)[21].
- Медаль ордена «За заслуги перед Отечеством» II степени (12 октября 2020 года) — за заслуги в развитии физической культуры и спорта, активную общественную деятельность[22][23].
- Орден Дружбы (16 августа 2021 года, Южная Осетия) — за большой личный вклад в развитие отечественного и мирового спорта, выдающиеся достижения на ХХХІІ летних Олимпийских играх в Токио 2020[24].
- Почётное звание «Лучший в спорте Санкт-Петербурга» (2021, Правительство Санкт-Петербурга) [25].

## Семья
Отец — Андрей Захарович Таймазов, тренер по вольной борьбе, судья международной категории, мастер спорта СССР, тренер школы Андиева.
Мать — Зарифа Черменовна Таймазова, учитель информатики.